# イスラム原理主義
イスラム原理主義（イスラムげんりしゅぎ）またはイスラーム原理主義（イスラームげんりしゅぎ）とは、イスラム神学、イスラム哲学、イスラム法（イスラム法学および法解釈を厳格にするべきとする思想・学派）を規範として統治される政体や社会の建設と運営を目ざす政治的諸運動を指す用語である。アメリカ合衆国をはじめとするキリスト教圏諸国の反イスラーム主義思想を反映した、往々にして否定的・批判的ニュアンスを帯びた呼称となっており、この用語自体への批判がある。

## 定義
イスラム原理主義とは、シャリーア（イスラーム法）に基づいて統治されるイスラーム国家・イスラーム社会の建設と運営を目ざす政治活動や諸運動のうち、欧米などの非イスラム諸国（キリスト教国）の国民・報道・議会・政府などが、欧米などの非イスラム諸国（キリスト教国）に敵対する存在であると見なした国・政府・政党・団体に対して、敵対や侮蔑の感情をこめて使用する言葉である。

## 用語への批判
日本での「イスラム原理主義」という用語は、英語の Islamic fundamentalism
の日本語訳としてジャーナリズム等で使われて広まったものであり、この用語は今日一般に受容されている。
しかし、今日一般に原理主義と翻訳される英語の fundamentalism （ファンダメンタリズム）は、もともと「根本主義」と翻訳されるキリスト教の神学用語で、それが一部の保守的キリスト教徒を嘲弄（嘲笑や侮蔑）する意図の込められたレッテルとして使われるようになったという経緯がある。
したがって、ファンダメンタリズムの語は、本来「キリスト教に由来するもの」であり、これをイスラム教に結びつけることの是非に関しては議論がある。こうしたことからイスラーム研究の専門家の間では、イスラム原理主義の代わりに、イスラーム主義、イスラーム復興主義、イスラーム急進主義といった用語が使われる。欧米では政治的イスラームとも呼ばれる。

## 表現の起源
日本では一般に原理主義と翻訳されるようになったファンダメンタリズムという言葉は、本来は1920年代のアメリカ合衆国で、聖書の近代的な文献批評に反対する保守的なキリスト教徒たちが自分たちをファンダメンタリストと自称したものであり、ファンダメンタリズムはその神学的立場を表す「固有名詞」であった。後には、当事者でない人々からの他称ないし一種の蔑称としても使われるようになり、ダーウィンの進化論を認めず、これを学校教育で扱うことに反対したような人々がファンダメンタリストのレッテルを貼られた。
アメリカ合衆国では、1979年のイラン・イスラム革命でアメリカ合衆国の傀儡政権であったパフラヴィー政権が打倒され、イスラム法に基づいて統治する革命政権が樹立された時に、革命政権を敵視して、本来はアメリカ合衆国のキリスト教における一つの神学的立場を表す固有名詞であるファンダメンタリズムを、教典の原典を無謬と信じ、著しく極端な教義を主張し追求する、狂信的な運動や思想という意味に一般名詞化し、イスラムと連結して Islamic Fundamentalism という表現を作り、イスラム革命政権に対して敵対や侮蔑の感情を込めて使用し始めた。
言葉の用法としては、第二次世界大戦時の交戦相手である日本軍・日本人に対する「ジャップ」や、ベトナム戦争時の南ベトナム解放民族戦線や北ベトナム軍に対する「ベトコン」などと同じである。
その後、アメリカ合衆国の国民・報道・議会・政府などは、イスラム原理主義という表現を、ハマース、ヒズボラ、ムスリム同胞団、ターリバーン、アルカーイダなどに対しても使用するようになった。
アメリカ合衆国の公的言説では、イスラム法に基づいて統治をしている国家・社会・政府・政党、イスラム法による統治を目ざす政党・団体であっても、サウジアラビアのように、アメリカ合衆国の同盟国や友好国、友好政党・団体に対しては、イスラム原理主義という表現は使用されない。

## ムスリム側の表現
イスラム原理主義は、世俗化に抗して社会活動や政治活動を通じてイスラームの復興やイスラームによる統治を求める「イスラーム復興運動」や「イスラーム主義」に対して、キリスト教徒などの非ムスリムがイスラムという言葉とキリスト教の神学用語に起源をもつ言葉とを結びつけて呼んだ表現であり、当事者（イスラーム主義者）による自称ではない。アラビア語ではイスラーム主義者はイスラーミー、原理主義者はウスーリーユーンである。

## 言葉が使用される対象
- イラン・イスラム革命後のイラン、ハマース、ヒズボラ、ムスリム同胞団、ターリバーン、アル・カーイダ、ISIL
- イスラム集団、武装イスラム集団、イスラム聖戦、ラシュカレトイバ、ジェマ・イスラミア

## 関連図書
- 井上順孝、大塚和夫『ファンダメンタリズムとは何か』新曜社、1994年。ISBN 978-4788504943。
- サイイド・クトゥブ『イスラーム原理主義の「道しるべ」』岡島稔・座喜純（訳・解説）、第三書館、2998年。ISBN 978-4-8074-0815-3。
- 内藤正典『イスラームから世界を見る』筑摩書房〈ちくまプリマー新書〉、2012年。ISBN 978-4480688859。
- 松本健一『原理主義』風人社、1992年。ISBN 978-4938643065。